# Village (Choiseul)
Village es una localidad de Santa Lucía, que forma parte del distrito de Choiseul.